# Luc Vandenbulcke
Luc Vandenbulcke (9 april 1971) is een Belgisch maritiem ingenieur, ondernemer en bestuurder afkomstig uit West-Vlaanderen. Hij is sedert 1 januari 2019 CEO van de in Zwijndrecht gevestigde DEME-groep.

## Levensloop

### Onderwijs
Afkomstig uit het Ieperse ging Vandenbulcke tijdens zijn jeugd naar de Sint-Michielsschooll. In 1994 studeerde Vandenbulcke af als burgerlijk ingenieur aan de Katholieke Universiteit Leuven en twee jaar later behaalde hij een master na master als maritiem ingenieur aan de Polytechnische Universiteit van Catalonië (PUC) van Barcelona. 

### Carrière
Zijn loopbaan begon in 1998 als Project Engineer voor Hydro Soil Services, een onderdeel van DEME. In zijn volgende functies werkte hij aan verschillende Europese projecten. In 2005 was hij mede-oprichter en CEO van het voormalige GeoSea NV (nu:DEME Offshore Holding NV), een onderdeel van de DEME-groep actief in de bouw van offshore windenergieparken. Deze onderneming startte met tien mensen en intussen zijn het er meer dan duizend.
Op 1 januari 2019 volgde Luc Vandenbulcke de 63-jarige Alain Bernard op als CEO van DEME NV, een onderneming met ongeveer 5000 personeelsleden actief van Australië, over de Arabische wereld en Europa tot in de Verenigde Staten.. Hij zetelt ook in het bestuur van diverse andere ondernemingen en de Koninklijke Belgische Redersvereniging.
Donderdag 30 juni 2022 bracht hij DEME als aparte entiteit naar de beurs waar het al eerder noteerde als onderdeel van de bouwgroep CFE.
Eind 2022 was hij één van de vijf genomineerden voor de Trends Manager van het Jaar-trofee.